# Дёмин, Илья Викторович
Илья́ Ви́кторович Дёмин (род. 20 ноября 1964, Москва) — российский кинооператор, сын известного кинокритика В. П. Дёмина.

## Биография
Илья Дёмин окончил операторский факультет ВГИКа (мастерская В. Юсова) в 1986 году.
В 1993 года создал совместно с Ю. Любшиным, С. Мачильским, Ю. Райским, Ю. Шайгардановым Ассоциацию российских кинооператоров «А. Р. К. О.».
Член Российской гильдии кинооператоров (R. G. C.).
Член Союза Кинематографистов РФ с 1993 года.
Преподавал на операторском факультете ВГИКа с 1999 по 2013 год. С 2014 года является куратором операторского факультета Московской школы кино.
21 августа 2018 года Указом Председателя СК России Михалкова Н. С. Илья Дёмин назначен на должность Президента Гильдии кинооператоров СК России.

## Фильмография

### Кинооператор
- 1990 — Катафалк (реж. Валерий Тодоровский)
- 1991 — Любовь (реж. Валерий Тодоровский)
- 1992 — На тебя уповаю (реж. Елена Цыплакова)
- 1992 — Помнишь запах сирени… (реж. Борис Галкин)
- 1993 — Пленники удачи (реж. Максим Пежемский)
- 1994 — Я люблю (реж. Александр Черных)
- 1995 — Ехай! (реж. Георгий Шенгелия)
- 1998 — Классик (реж. Георгий Шенгелия)
- 1999 — Директория смерти (сериал)
- 2000 — Ландыш серебристый (реж. Тигран Кеосаян)
- 2001 — Семейные тайны (сериал) (2001, реж. Елена Цыплакова)
- 2001 — Дама в очках, с ружьём, в автомобиле (ТВ) (реж. Юрий Гольдин, Олег Бабицкий)
- 2002 — Следствие ведут ЗнаТоКи, «Третейский судья» (ТВ) (реж. Владимир Хотиненко)
- 2002 — По ту сторону волков (сериал) (реж. Владимир Хотиненко)
- 2003 — Щит Минервы (реж. Сергей Ткачёв)
- 2004 — 72 метра (реж. Владимир Хотиненко)
- 2005 — Гибель империи (сериал) (реж. Владимир Хотиненко)
- 2007 — 1612 (реж. Владимир Хотиненко)
- 2007 — Скалолазка и Последний из Седьмой колыбели (реж. Олег Штром)
- 2008 — Снежный ангел (ТВ) (реж. Александр Карпиловский)
- 2008 — Новая земля (реж. Александр Мельник)
- 2008 — Никто, кроме нас… (реж. Сергей Говорухин)
- 2010 — Поп (реж. Владимир Хотиненко)
- 2010 — Мы из будущего 2 (реж. Борис Ростов, Александр Самохвалов)
- 2011 — Достоевский (сериал) (реж. Владимир Хотиненко)
- 2011 — Пять невест (реж. Карен Оганесян)
- 2011 — Огуречная любовь (Горелково-ТВ) (реж. Евгений Серов)
- 2012 — Zолушка (реж. Сергей Иванов)
- 2013 — Пепел (сериал) (реж. Вадим Перельман)
- 2014 — Орлова и Александров (сериал) (реж. Виталий Москаленко)
- 2014 — Старшая сестра (сериал) (реж. Михаил Журавкин)
- 2016 — Чёрная кошка (сериал) (реж. Антон Сиверс)
- 2017 — Смертельный номер (сериал) (реж. Олег Газе)
- 2018 — Чудотворная (сериал) (реж. Александр Карпиловский)
- 2019 — Про Лёльку и Миньку (реж. Анна Чернакова)
- 2020 — Казанова в России (сериал) (реж. Илья и Антон Чижиковы)
- 2021 — Медиум (сериал) (реж. Елена Николаева)
- 2022 — Чайки (сериал) (реж. Антон Сиверс)
- 2024 — Бедные смеются, богатые плачут (сериал)
- 2023 — Ищейка. Новые серии (сериал)
- 2024 — В баню! (реж. Данил Иванов)
- 2025 — Царь ночи (реж. Дмитрий Месхиев) — в производстве

### Актёр
- 2001 — Дама в очках, с ружьём, в автомобиле — маленький Поль
- 1998 — Классик — повар на кухне
- 2000 — Ландыш серебристый — оператор на ТВ

## Призы и награды
- 2003 — Премия «ТЭФИ» — За лучшую работу оператора телевизионного художественного/документального фильма/сериала (фильм «По ту сторону волков»)[3]
- 2004 — Номинация на премию «Золотой орёл» «Лучшая операторская работа года» (фильм «72 метра»)
- 2004 — Номинация на Премию киноизобразительного искусства «Белый квадрат» Гильдии кинооператоров России «Лучший кинооператор года» (фильм «72 метра»)
- 2005 — Премия «ТЭФИ» — Оператор телевизионного художественного фильма/сериала (фильм «Гибель империи»)[4]
- 2008 — Номинация на Премию киноизобразительного искусства «Белый квадрат» Гильдии кинооператоров России «Лучший кинооператор года» (фильм «1612»)
- 2008 — Приз фестиваля «Кинотавр» — За лучшую работу оператора (фильм «Новая земля»)[5]

Илья Дёмин снял фильмы режиссёра Владимира Хотиненко «72 метра», «Гибель империи» и «Достоевский», удостоенные премии «Золотой орёл» в категориях «Лучший игровой фильм» и «Лучший мини-сериал».